# Equipo de Copa Davis de Camerún
El Equipo de Copa Davis de Camerún es el representativo de Camerún en la máxima competición internacional a nivel de naciones del tenis y está regido por la Federación de Tenis de Camerún.

## Plantel actual (2019)
- Nkwenti Blaise Ngwohoh
- Etienne Teboh
- Dieu Ne Dort Midzie

## Resultados
| Edición | Zona                                      | Rival           | Sede         | Resultado |
| ------- | ----------------------------------------- | --------------- | ------------ | --------- |
| 1988    | Europa/África – Grupo II África 2.ª Ronda | Zimbabue        | Harare       | 0 – 5     |
| 1989    | Europa/África – Grupo II África 2.ª Ronda | Libia           | Trípoli      | 5 – 0     |
| 1989    | Europa/África – Grupo II África 3.ª Ronda | Ghana           | Acra         | 1 – 4     |
| 1990    | Europa/África – Grupo II África 2.ª Ronda | Costa de Marfil | Abiyán       | 0 – 5     |
| 1991    | Europa/África – Grupo II África 1.ª Ronda | Zambia          | Ndola        | 2 – 3     |
| 1992    | Europa/África – Grupo III                 | Sudáfrica       | Túnez        | 0 – 3     |
| 1992    | Europa/África – Grupo III                 | Congo           | Túnez        | 2 – 1     |
| 1992    | Europa/África – Grupo III                 | Argelia         | Túnez        | 0 – 2     |
| 1992    | Europa/África – Grupo III                 | Senegal         | Túnez        | 0 – 3     |
| 1992    | Europa/África – Grupo III                 | Túnez           | Túnez        | 2 – 1     |
| 1994    | Europa/África – Grupo III Zona A          | Benín           | Abiyán       | 2 – 1     |
| 1994    | Europa/África – Grupo III Zona A          | Argelia         | Abiyán       | 2 – 1     |
| 1994    | Europa/África – Grupo III Zona A          | Togo            | Abiyán       | 2 – 1     |
| 1994    | Europa/África – Grupo III Zona A          | Bielorrusia     | Abiyán       | 1 – 2     |
| 1995    | Europa/África – Grupo III Zona A          | Macedonia       | San Marino   | 0 – 3     |
| 1995    | Europa/África – Grupo III Zona A          | Bulgaria        | San Marino   | 0 – 3     |
| 1995    | Europa/África – Grupo III Zona A          | Georgia         | San Marino   | 0 – 3     |
| 1995    | Europa/África – Grupo III Zona A          | Túnez           | San Marino   | 0 – 2     |
| 1996    | Europa/África – Grupo III Zona B          | Estonia         | Nairobi      | 2 – 1     |
| 1996    | Europa/África – Grupo III Zona B          | Moldavia        | Nairobi      | 2 – 1     |
| 1996    | Europa/África – Grupo III Zona B          | Irlanda         | Nairobi      | 1 – 2     |
| 1996    | Europa/África – Grupo III Zona B          | Chipre          | Nairobi      | 2 – 1     |
| 1996    | Europa/África – Grupo III Zona B          | Yibuti          | Nairobi      | 3 – 0     |
| 1996    | Europa/África – Grupo III Zona B          | Zambia          | Nairobi      | 3 – 0     |
| 1997    | Europa/África – Grupo III Zona B          | Moldavia        | Plovdiv      | 0 – 3     |
| 1997    | Europa/África – Grupo III Zona B          | Mónaco          | Plovdiv      | 1 – 2     |
| 1997    | Europa/África – Grupo III Zona B          | Argelia         | Plovdiv      | 2 – 1     |
| 1997    | Europa/África – Grupo III Zona B          | Malta           | Plovdiv      | 1 – 2     |
| 1997    | Europa/África – Grupo III Zona B          | Argelia         | Plovdiv      | 1 – 2     |
| 1998    | Europa/África – Grupo IV Zona A           | Sudán           | Kampala      | 3 – 0     |
| 1998    | Europa/África – Grupo IV Zona A           | Azerbaiyán      | Kampala      | 2 – 0     |
| 1998    | Europa/África – Grupo IV Zona A           | Botsuana        | Kampala      | 2 – 1     |
| 1998    | Europa/África – Grupo IV Zona A           | Benín           | Kampala      | 1 – 2     |
| 1998    | Europa/África – Grupo IV Zona A           | Botsuana        | Kampala      | 0 – 3     |
| 2000    | Europa/África – Grupo IV Zona B           | Mauricio        | Acra         | 0 – 3     |
| 2000    | Europa/África – Grupo IV Zona B           | Azerbaiyán      | Acra         | 3 – 0     |
| 2000    | Europa/África – Grupo IV Zona B           | Ghana           | Acra         | 0 – 3     |
| 2000    | Europa/África – Grupo IV Zona B           | Sudán           | Acra         | 3 – 0     |
| 2000    | Europa/África – Grupo IV Zona B           | Azerbaiyán      | Acra         | 2 – 1     |
| 2009    | Europa/África – Grupo IV                  | Costa de Marfil | Abiyán       | 1 – 2     |
| 2009    | Europa/África – Grupo IV                  | Ghana           | Abiyán       | 0 – 3     |
| 2009    | Europa/África – Grupo IV                  | Armenia         | Abiyán       | 0 – 3     |
| 2009    | Europa/África – Grupo IV                  | Zimbabue        | Abiyán       | 0 – 3     |
| 2010    | Europa/África – Grupo III                 | Ghana           | Marrakech    | 0 – 3     |
| 2010    | Europa/África – Grupo III                 | Benín           | Marrakech    | 1 – 2     |
| 2010    | Europa/África – Grupo III                 | Túnez           | Marrakech    | 0 – 3     |
| 2010    | Europa/África – Grupo III                 | Congo           | Marrakech    | 3 – 0     |
| 2013    | Europa/África – Grupo III                 | Sin datos       | Sin datos    | Sin datos |
| 2016    | Europa/África – Grupo III                 | Mozambique      | Antananarivo | 3 – 0     |
| 2016    | Europa/África – Grupo III                 | Namibia         | Antananarivo | 0 – 3     |
| 2016    | Europa/África – Grupo III                 | Nigeria         | Antananarivo | 0 – 3     |
| 2016    | Europa/África – Grupo III                 | Marruecos       | Antananarivo | 0 – 3     |
| 2016    | Europa/África – Grupo III                 | Argelia         | Antananarivo | 0 – 2     |
| 2018    | Europa/África – Grupo III                 | Benín           | Nairobi      | 1 – 2     |
| 2018    | Europa/África – Grupo III                 | Nigeria         | Nairobi      | 1 – 2     |
| 2018    | Europa/África – Grupo III                 | Ruanda          | Nairobi      | 2 – 1     |
| 2018    | Europa/África – Grupo III                 | Mozambique      | Nairobi      | 1 – 2     |
| 2019    | Europa/África – Grupo III                 | Gabón           | Brazzaville  | 1 – 2     |
| 2019    | Europa/África – Grupo III                 | Ghana           | Brazzaville  | 1 – 2     |
| 2019    | Europa/África – Grupo III                 | Uganda          | Brazzaville  | 2 – 1     |
| 2020    | Grupo IV África                           | –               | –            | –         |